# Scorpion (seizoen 4)
Het vierde seizoen van de Amerikaanse televisieserie Scorpion telde tweeëntwintig afleveringen. De eerste aflevering werd op 25 september 2017 uitgezonden in de Verenigde Staten.

## Rolverdeling

### Hoofdrollen
- Elyes Gabel - Walter O'Brien
- Ari Stidham - Sylvester 'Sly' Dodd
- Jadyn Wong - Happy Quinn
- Eddie Kaye Thomas - Tobias M. 'Toby' Curtis MD
- Robert Patrick - Federaal agent Cabe Gallo
- Katharine McPhee - Paige Dineen
- Riley B. Smith - Ralph

### Terugkerende rollen
- Kevin Weisman - Ray Spiewack
- Reiko Aylesworth - Allie Jones
- Nikki Castillo - Patricia "Patty" Logan
- Tina Majorino - Florence "Flo" Tipton
- Joshua Leonard - Mark Collins

## Afleveringen
| Nr. | Aflevering | Titel                                                    | Regisseur          | Schrijver(s)                   | Selectie gastrollen | Uitzenddatum      |  |
| --- | ---------- | -------------------------------------------------------- | ------------------ | ------------------------------ | --- | ----------------- |  |
| 72 | 1          | Extinction                                               | Sam Hill           | Nick Santora Nicholas Wootton  | Anil Kumar - Carson Daniel Dratch - Dyfrost John Hartman - Kaldor Tom Massmann - Thomas Foolery                                         | 25 september 2017 |  |
| Walter krijgt een bericht van Mark Collins, een oud-teamlid van Scorpion die uit de gratie is geraakt en nu in de gevangenis zit. Tijdens zijn gevangenschap ontdekte Mark een massa-extinctie door een temperatuurverandering in het noorden van Noorwegen. Om dit tegen te houden moet het team, tegen hun zin, met Mark samenwerken om het lekken van methaan door de ijsbreuken, dat begon na een aardbeving, te stoppen. Methaangeisers, die gevormd zijn door de naschokken, moeten snel gedicht worden, zo niet dan zal in een aantal uren de aarde zoveel opgewarmd worden dat alles met uitsterven zal worden bedreigd. Tijdens de missie wordt duidelijk dat de nieuwe relatie tussen Walter en Paige ongemakkelijk werkt. |            |                                                          |                    |                                | |                   |  |
| 73 | 2          | More Extinction                                          | Sam Hill           | Nick Santora Nicholas Wootton  | Anil Kumar - Carson Kristof Konrad - manager Anton Eksteritsky Vic Bagratuni - Valet Polina Boyd - instructrice                         | 2 oktober 2017    |  |
| Wanneer de directeur van Homeland Security iedere hulp weigert, worden het team en Mark Collins gedwongen om hun eigen plan te bedenken om de wereld te redden. Nadat ze een nabijgelegen luxe resort voor Russische militairen hebben ontdekt, besluiten ze hier binnen te dringen om zo een experimentele helikopter te bemachtigen met materiaal aan boord om regen te maken. Dit om ervoor te zorgen dat in het doelgebied gaat sneeuwen en vriezen. Ondanks enkele tegenslagen lukt het team om de benodigde spullen te bemachtigen en het doelgebied opnieuw te laten bevriezen zodat het methaan stopt met lekken. Nu hebben zij weer tijd gewonnen om een specialist te laten komen met een methaanetende bacterie, die het probleem voor altijd kan oplossen. Maar dan lukt het Mark om aan de aandacht van Gabe te ontsnappen en weg te lopen. Het team realiseert zich dan dat Mark dit al vanaf het begin van plan was, en Gabe wordt voor de ontsnapping van Mark gearresteerd. Walter en Paige vragen zich af of hun relatie wel zal werken. Happy onthult dat zij de oude trouwring weer teruggevonden heeft, waarop Sylvester besluit een nieuwe trouwring te maken. |            |                                                          |                    |                                | |                   |  |
| 74 | 3          | Grow a Deer, A Female Deer                               | Milan Cheylov      | Nick Santora David Foster      | Joe Boccia jr. - Josh Constance Ejuma - Adissa Okeke Nefe Iredia - dierenarts Tarnue Massaquoi - Solomon                                | 9 oktober 2017    |  |
| Wanneer het team ontdekt dat Gabe gearresteerd is verzamelen ze geld om zijn borg te betalen, dit tot woede van Gabe. Nu zij blut zijn besluit het team om een opdracht in Afrika aan te nemen, om daar een stropersbende op neushoorns te stoppen. Tijdens de missie zorgt het schuldgevoel van Walter bijna voor een desastreus effect op de zaak. Nadat het team de juiste locatie heeft gevonden, lukt het hen om een hert te redden van de stropers. Het hert blijkt zwaargewond en zwanger te zijn, nu wordt het team gedwongen om het babyhert in een nagemaakte baarmoeder te vervoeren om het zo uit handen te houden voor de stropers. Het lukt het team om zowel het babyhert als het moederhert uit de handen van de stropers te redden, en Ralph kan een satelliettelefoon van een stroper decoderen om zo achter de identiteit van het brein van de stropers te komen. Ondertussen realiseert Gabe met hulp van Ralph dat hij egoïstisch bezig is. Ralph krijgt vlinders in zijn buik van Patty, de nieuwe medewerkster van Sylvester. |            |                                                          |                    |                                | |                   |  |
| 75 | 4          | Nuke Kids on the Block                                   | Elodie Keene       | Paul Grellong Nicholas Wootton | Tyler Barnhardt - Jacobs Delon de Metz - Pendergraft Scott Holmes - hippe ober Bianca Lopez - Maitre D' Merrick McCartha - Jeremy Pratt | 16 oktober 2017   |  |
| Het team wordt gevraagd om te helpen bij een ontmanteling van een kernraket, maar Happy laat dan per ongeluk een stuk gereedschap in een brandstoftank vallen. Nu dit een catastrofale ramp kan ontketenen, en hulp op vier uur afstand is, besluit het team gebruik te maken van een 3D-printer en neongas om zo een plug te maken en daarmee het lek te dichten. Een fout in hun berekening zorgt ervoor dat de situatie nog erger wordt. Walter besluit door middel van een explosie de lancering van de raket zodanig te beïnvloeden dat deze in een veilig gebied landt. De lancering is een succes en het lukt Happy om de bom in de raket te ontmantelen. Op hetzelfde moment worstelt Patty met het redden van de lokale wetenschapsclub. Geïnspireerd door de gebeurtenissen van hun laatste opdracht vindt Sylvester een weg om geld bij elkaar te sprokkelen om zo deze wetenschapsclub te redden. Ondertussen besluit Sylvester om de advocaat van Gabe te worden. Happy kondigt aan dat zij een baby van Toby wil. Walter biecht op dat hij onzeker wordt over zijn relatie tussen hem en Paige. |            |                                                          |                    |                                | |                   |  |
| 76 | 5          | Sci Hard                                                 | Dwight H. Little   | Rob Pearlstein Nick Santora    | Andy Buckley - Richard Elia Amir Talai - Vadat Paul Schackman - Proctor Rogelio T. Ramos - leider                                       | 23 oktober 2017   |  |
| Walter, Paige, Cabe, Toby en Happy bezoeken een technologische conferentie in Los Angeles, terwijl Sylvester zijn advocaten examen doet in Vermont. Tijdens de conferentie ontmoeten zij de oude bekende Richard Elia. Dan wordt de conferentie bedreigd door een gemaskerde man, en Paige en Walter worden in gijzeling genomen. Terwijl het team een slimme bankoverval probeert te voorkomen, onderbreekt Sylvester zijn examen om hen te helpen. Gabe krijgt het voor elkaar om twee van de overvallers te overmeesteren, en samen met Walter en Paige lukt het hem om de andere overvallers te laten geloven dat zij de buit hebben. Maar dan worden Toby en Happy, die de andere wilden helpen, gearresteerd door een politierechercheur. Uiteindelijk lukt het Cabe de andere overvallers te overmeesteren, en Toby en Happy worden vrijgelaten. De hulp van Sylvester resulteert in het feit dat hij maar een van de examenvragen heeft beantwoord. Tot zijn verbazing ontdekt hij later dat hij toch voor zijn advocatendiploma is geslaagd. Dit betekent dat hij Cabe alsnog kan verdedigen in zijn aankomende rechtszaak. |            |                                                          |                    |                                | |                   |  |
| 77 | 6          | Queen Scary                                              | Omar Madha         | Adam Higgs Nicholas Wootton    | Joshua Gomez - Dave Blakely Phoebe Neidhardt - Sydney Juan Alfonso - Justin Fullman Paige Stark - Amy Stark                             | 30 oktober 2017   |  |
| Het team ontmoet Dave, die hen een baan aanbiedt. Zij moeten bewijzen dat de geest van de Queen Mary bestaat voor zijn documentaire. Dankzij de financiële problemen waar het team mee worstelt, hebben zij geen andere keus om deze baan aan te nemen, alleen Walter blijft achter omdat hij weinig vertrouwen heeft in dit verhaal. Tijdens het onderzoek ontdekt het team dat de Queen Mary gebruikt wordt als huisvesting voor een antenne die onbemande schepen leid. Door een defect komt een van de schepen op een rampzalige koers terecht, en het team moet nu zorgen dat de situatie niet erger wordt. Het lukt Walter om op dat schip te komen, maar het lukt hem niet om het schip te laten stoppen door beschadigde elektronica. Het team krijgt het dan voor elkaar om met behulp van de sonar van het betreffende schip en het PAsysteem van de Queen Mary het schip te laten stoppen. Na dit karwei praat Toby met Cabe over zijn aankomende rechtszaak. hij hoort van Cabe dat hij zich best wel zorgen maakt over de uitkomst. |            |                                                          |                    |                                | |                   |  |
| 78 | 7          | Go With the Flo(rence)                                   | Sam Hill           | Kevin J. Hynes Nick Santora    | Amy Louise Pemberton - Gemma Johnny Rey Diaz - hacker                                                                                   | 6 november 2017   |  |
| Een apparaat dat een nucleaire meltdown kan voorkomen is zoekgeraakt in de riolen van Los Angeles. Het team wordt gevraagd om het apparaat weer terug te vinden voordat het te laat is. Tijdens hun speurtocht krijgen zij bij hun garage ook te maken met een nieuwe buurvrouw, die meteen op de verkeerde voet hun relatie begint. |            |                                                          |                    |                                | |                   |  |
| 79 | 8          | Faire is Foul                                            | Sanford Bookstaver | Scott Sullivan                 | Brandon Barash - King Phillip Gita Reddy - rechter John Hartman - Kaldor Tom Massmann - Thomas Foolery                                  | 13 november 2017  |  |
| Het team bezoekt een renaissancefestival, maar de rust wordt al snel verstoord wanneer een bende een bewijzenruimte bij de politie probeert te overvallen. Paige probeert Walter anachronisme bij te brengen tijdens het festival. |            |                                                          |                    |                                | |                   |  |
| 80 | 9          | It's Raining Men (of War)                                | Antonio Negret     | Kim Rome Nicholas Wootton      | Owen Dee - jonge Cabe Craig Branham - Gallo sr. Alain Mesa - schutter                                                                   | 20 november 2017  |  |
| Tijdens Thanksgiving Day wordt het team opgeroepen om af te rekenen met een drijvend eiland van plastic. |            |                                                          |                    |                                | |                   |  |
| 81 | 10         | Crime Every Mountain                                     | Sam Hill           | Aadrita Mukerji Nick Santora   | Sonny Marinelli - Frank Allie Gonino - Jessie Dana Davis - Hadley Dine Luis Carazo - ranger                                             | 27 november 2017  |  |
| Tijdens het testen van een nieuwe lier, is het team getuige van een neerstortend vliegtuig. Zij proberen de piloot samen met zijn kinderen te redden, maar ontdekken dat de man en diens kinderen drugskoeriers zijn. De zoektocht door het team brengt hen tot de ontdekking dat de piloot en kinderen gevangen zijn genomen, en later belanden Walter en Paige opgesloten in een grot. Het lukt Toby hen te redden. Later lukt het hen om de piloot en zijn kinderen ook te redden. Deze zaak zorgt ervoor dat Happy bedenkingen krijgt over het krijgen van kinderen, maar Toby probeert haar gerust te stellen. Ondertussen krijgt Cabe een tip over de verblijfplaats van Mark Collins, en hij probeert hem op te pakken. Maar het blijkt een val te zijn dat opgezet is door Mark, en Cabe wordt nu ook verdacht dat hij van Mark smeergeld heeft aangenomen. Nu de zaak voor Cabe erger wordt probeert Walter afstand van hem te nemen, dit tot ergernis van Paige. Voor de rechtszaak besluit Sylvester een rechtszaak te nemen zonder jury, zodat alleen een rechter uitspraak doet over de rechtszaak van Cabe. Tijdens de voorbereiding van de rechtszaak besluit Walter de vrede tussen hem en Cabe te herstellen. |            |                                                          |                    |                                | |                   |  |
| 82 | 11         | Who Let the Dog Out ('Cause Now It's Stuck In a Cistern) | Omar Madha         | David Foster Nick Santora      | Anil Kumar - Carson Dana Davis - Hadley Dine Edward Kerr - Clarence Mickelthorn Don Stark - rechter Kramer                              | 11 december 2017  |  |
| Wanneer een hond met diabetes vastzit in een ondergrondse ruimte, wordt het team samen met een nieuwe medewerker van Homeland Security en Florence op een reddingsmissie gestuurd. Het lukt hen om de hond te redden, en de medewerker rapporteert aan Homeland dat het team effectief handelt en wil graag de samenwerking voortzetten. Tegelijkertijd gaat de rechtszaak tegen Cabe beginnen. Hij wordt ervan beschuldigd dat hij Mark Collins laten ontsnappen en smeergeld heeft aangenomen. Cabe heeft besloten om een rechtszaak te nemen zonder een jury, en vertrouwt op de uitspraak van de rechter. Tijdens de rechtszaak verwerpt de rechter echter bijna alle verdedigingstactieken van Sylvester, en het ziet er somber uit voor Cabe. Op het laatste moment krijgt Sylvester het idee om een duistere zaak uit 1804 met zeerecht te gebruiken voor zijn verdediging. Dit werkt en de rechter spreekt Cabe vrij van alle aanklachten. |            |                                                          |                    |                                | |                   |  |
| 83 | 12         | A Christmas Car-Roll                                     | LeVar Burton       | Paul Grellong Nicholas Wootton | Andy Buckley - Richard Elia Daniel Dratch - Dyfrost                                                                                     | 18 december 2017  |  |
| Het team bereidt zich voor op de kerstvakantie. Alleen Walter blijft aan het werk, wat resulteert in een levensbedreigende val. Terwijl het team Walter probeert te redden, ervaart hij een droomwereld waarin het team Scorpion nooit was gevormd. Zo zijn diverse rampen die zij in de echte wereld hebben weten te voorkomen toch gebeurd. Hijzelf is getrouwd met Florence, Paige heeft een eigen restaurantketen, Cabe is hoofd van de LAPD, Sylvester is eigenaar van een videospelbedrijf, Toby is een beroemde motivatiespreker, Happy beheert een podcastbedrijf en klassieke auto’s en Ralph is een geniekind. Om zijn eigen leven te redden moet Walter in zijn droomwereld zijn team weer bij elkaar brengen. Het team krijgt het voor elkaar om Walter te redden, en in het ziekenhuis wordt Walter weer wakker. Zijn droom geeft Walter een ander beeld op het team, en zijn droomhuwelijk met Florence fascineert hem zeer. |            |                                                          |                    |                                | |                   |  |
| 84 | 13         | The Bunker Games                                         | Milan Cheylov      | Rob Pearlstein                 | Jeff Galfer - Quincy Berkstead Shantel VanSanten - Amy Berkstead Cullen Douglas - Egan                                                  | 15 januari 2018   |  |
| Het team wordt ingehuurd om een alarmsysteem van een bunker te testen. Cabe blijft achter met Paige, om te oefenen voor zijn opkomende psychologische test. Toby blijft ook achter omdat de opdrachtgevers hem niet erbij willen hebben. Tot verrassing van het team wordt de rest verwelkomd door Quincy Berkstead en zijn vrouw Amy, beide ex-rivalen van Toby. Toby volgt uit nieuwsgierigheid toch van afstand het team. De bunker ziet Toby als bedreiging en sluit zich af met het team, met Quincy en Amy erin. Buiten proberen Cabe en Paige hen nu uit alle mach te redden. Wanneer de tijd begint op te raken en de bunker op het punt staat een dodelijk gas los te laten, lukt het team henzelf te bevrijden uit de bunker. Tijdens hun missie groeit de jaloezie van Happy ten opzicht van Amy, die knapper en succesvoller is dan zichzelf, maar uiteindelijk groeien zij naar elkaar toe. De lafheid van Quincy tijdens de missie doet Amy besluiten hem te verlaten. Walter blijft angstvallig denken aan zijn droom waarin hij getrouwd was met Florence, en wil de afstand tussen hem en haar vergroten. Hij legt dit aan haar uit en zij pakt dit goed op, maar Paige niet. |            |                                                          |                    |                                | |                   |  |
| 85 | 14         | Lighthouse of the Rising Sun                             | Sam Hill           | Adam Higgs                     | Haley Pullos - Rachel Brett Pierce - Griffin Kellen Michael - Meatball Melany Ochoa - Melanie                                           | 22 januari 2018   |  |
| Nadat een zonnewind in Zuid-Californië een stroom- en communicatie uitval veroorzaakt, moeten het team, Ralph, Allie, Patty en het wetenschapsclub van Sly hun krachten bundelen om twee tieners te redden die gevangen zitten in een vliegtuig dat niet kan landen. Cabe, Allie, Toby en Happy reactiveren een vuurtoren om zo de tieners een baken te geven, terwijl Paige en Sly in een vliegschool inbreken om zo meer details over het vliegtuig te bemachtigen. Het vliegtuig is echter zo beschadigd dat het niet op een normale manier kan landen, en een gecontroleerde noodlanding lijkt ook niet mogelijk. Met de hulp van de wetenschapsclub bedenkt Walter een plan om de tieners te laten springen vanuit het vliegtuig in een groot net, en dit redt hun levens. Tijdens deze reddingsmissie moedigt Cabe de tieners aan om de liefde aan elkaar te verklaren, wat hijzelf ook uiteindelijk doet tegenover Allie. Ralph probeert nog steeds Patty te imponeren, en dit lijkt te lukken wanneer zij hem gaat helpen met de campagne die Sly voert voor zijn herverkiezingen. Walter heeft een droom over Paige die hardvochtig is tegen Florence wanneer zij haar adviezen geeft over het verkrijgen van investeerders. De adviezen van Paige lijken te werken en Paige wil het goedmaken met Florence en Walter door een romantische picknick, maar dit wordt al snel wreed onderbroken. |            |                                                          |                    |                                | |                   |  |
| 86 | 15         | Wave Goodbye                                             | Jeff T. Thomas     | Kevin J. Hynes                 | Shantel VanSanten - Amy Berkstead Krizia Bajos - Maria Wendy Worthington - Rhonda Matt Bushell - De Gooch                               | 29 januari 2018   |  |
| Een aardbeving in Mexico heeft een nucleaire elektriciteitscentrale zo zwaar beschadigt dat de hulp van Scorpion wordt ingeschakeld. Sly en Toby blijven achter, Sly wil een handtekening bemachtigen van zijn favoriete auteur en Toby verklaart last te hebben van zijn rug. Terwijl het team de centrale aan het repareren is krijgt het gebied weer een zware aardbeving te verduren, wat een grote tsunami veroorzaakt die het gebied bedreigt. Omdat zij nu het gebied niet op tijd kunnen verlaten bedenken zij een plan om de tsunami te laten verdwijnen voordat deze aan land komt. Het bedachte plan werkt goed, en ze kunnen zo zichzelf en de lokale mensen redden. Ondertussen vraagt Amy, de ex-verloofde van Toby, aan hem voor hulp bij het opsporen van wie haar identiteit heeft gestolen. Na onderzoek ontdekt Toby dat haar identiteit is gestolen door een oude vijand van Toby, De Gooch. Wanneer Toby aanbiedt om Amy te helpen door weer te gaan gokken, probeert De Gooch hem te vermoorden. Happy hoort op tijd over de plannen van Toby en komt samen met Cabe en de politie op tijd om het te redden en De Gooch te arresteren. Tijdens deze actie wijst Toby de avances van Amy af, dit omdat hij te veel van Happy houdt. Sly mist zijn ontmoeting met zijn favoriete auteur, maar Cabe kan dan een privé-ontmoeting regelen tussen hem en zijn auteur. Paige en Walter discussiëren over het moment wanneer zij hun eerste kus hadden. Later blijven zij hun eigen ideeën hebben over wanneer dit was. |            |                                                          |                    |                                | |                   |  |
| 87 | 16         | Nerd, Wind and Fire                                      | Bethany Rooney     | Scott Sullivan                 | Peter Parros - chief Benavidez Jennifer Say Gan - dr. Alicia Miller James Mitchell-Clyde - piloot Joey Defore - Jesse Colt              | 5 februari 2018   |  |
| Op Valentijnsdag roept Cabe de hulp in van het team, die net promotie heeft gemaakt bij Homeland Security. Zij moeten een dokter en een piloot redden die vastzitten in een helikopter nadat deze in een storm in een gebouw is gevlogen. De dokter werd ingevlogen om een patiënt te redden die in levensgevaar is, en snel zal sterven als de dokter niet bij hem kan komen. Terwijl Toby uit alle macht de patiënt in leven probeert te houden, gebruikt Walter met spullen uit het ziekenhuis om een tokkelbaan te maken om zo bij de helikopter te komen, maar krijgt al snel problemen met zijn eigen veiligheid. Met behulp van het team lukt het Walter echter om de dokter en piloot heelhuids beneden te krijgen, maar om zijn eigen leven te redden wordt Walter gedwongen om van het gebouw te springen. Ondertussen wachten Toby en Happy gespannen op de uitkomst van hun vruchtbaarheidstest. Toby kan hier echter niet op wachten en hackt de computer van het ziekenhuis, en ontdekt dat hij een zeldzame ziekte heeft, en om deze te kunnen genezen heeft hij geld nodig wat hij niet heeft. Om hem te helpen besluit het team en Ally hun krachten te bundelen om hem te helpen. Tot zijn ontzetting ontdekt Ralph dat Patty zijn liefde niet wil beantwoorden, en krijgt hiervoor advies van Walter over zijn ervaringen tussen hem en Paige. Florence ontdekt de droom van Walter, en verzekert Paige dat er absoluut geen romantische gevoelens zijn tussen haar en Walter. Echter ontstaan er romantische gevoelens tussen Florence en Sly. |            |                                                          |                    |                                | |                   |  |
| 88 | 17         | Dumbster Fire                                            | Sanford Bookstaver | Aadrita Mukerji                | Vik Sahay - Raja Bhatt Jim Shipley - Greg Paige Stark - Amy Stark                                                                       | 26 februari 2018  |  |
| Het team wordt gevraagd om een potentieel belangrijke ontdekking te onderzoeken. Het laboratorium bevindt zich echter zo diep onder grond dat een verblijf van langer dan vier uur drukproblemen geeft, wat het IQ van het team aantast. Tijdens een ongeluk met een prairiehond en het onvermogen van Walter om het probleem op te lossen in zijn huidige conditie, slaagt het laboratorium erin om een zwart gat te genereren en zo het team weer bij hun volle verstand te krijgen. Onder begeleiding van Paige en Cabe lukt het team om hun eigen problemen op te lossen. Toby bezwijkt dan door het drukprobleem, en om zijn leven te redden maakt het team een vacuüm voor hem dat zijn intelligentie weer terugbrengt. Door deze actie lukt het Toby om een oplossing te vinden voor hun probleem en zo iedereen te redden. Na deze operatie maken Toby en Happy een beslissing met hun dokter over hun vruchtbaarheidsprobleem. Sly ontwikkelt een nieuwe waterfilter om zo het plasticafval te verminderen, en vraagt Florence voor hulp om deze te perfectioneren. |            |                                                          |                    |                                | |                   |  |
| 89 | 18         | Dork Day Afternoon                                       | Steven A. Adelson  | Paul Grellong                  | David Lipper - Stevie David Paluck - Nate Dwight Hicks - Pete Kavanaugh Efé - Laverne                                                   | 5 maart 2018      |  |
| Tijdens een spoedrit met het sperma van Toby naar de vruchtbaarheidskliniek om zo Happy zwanger te maken, besluit Walter ineens bij een bank te stoppen. Daar raakt hij samen met Toby in een bankoverval verzeild. Door de verborgen microfoons die Walter en Toby bij zich dragen kan de rest van het team samen met de politie de overval live volgen, en zo proberen dit te stoppen. Het lukt het team en de politie, door het ontsteken van de plofkoffers, de bankovervallers te overmeesteren. Als dank geeft de politie een politie-escorte voor het team, om zo het sperma nog op tijd bij de kliniek te krijgen. Ondertussen probeert Sly Florence uit te vragen voor een date, maar dit mislukt door miscommunicatie. Walter heeft een gezellig etentje met Paige en Ralph, en besluit hierna werk even te vergeten om zo meer tijd met hen door te brengen. |            |                                                          |                    |                                | |                   |  |
| 90 | 19         | Gator Done                                               | Omar Madha         | Kim Rome                       | Austin Basis - dr. Vance Ditterman Gerald Dewey - burger Tiffany Phillips - verpleegster                                                | 19 maart 2018     |  |
| Het team wordt naar een bayou bij New Orleans geroepen, waar een epidemie dreigt voor het zuidwesten van Amerika met een nieuw virus. Hun missie betreft het vrijlaten van steriele muggen om zo een virusuitbraak te voorkomen. Maar door onhandigheid van Toby, wat ervoor zorgt dat zijn container met muggen opgeslokt wordt door een krokodil, loopt de missie ineens gevaar. Nu het team in tijdnood raakt, proberen zij de krokodil te verdoven om zo hun steriele muggen terug te krijgen. Tijdens deze poging wordt Cabe ineens gestoken door een besmette mug, maar het lukt Toby Cabe op tijd te redden. Verdere actie van het team zorgt ervoor dat de steriele muggen gered kunnen worden. Zij laten deze muggen vrij om zo de virusuitbraak te voorkomen. |            |                                                          |                    |                                | |                   |  |
| 91 | 20         | Foul Balls                                               | Nick Santora       | David Foster Nick Santora      | Terrence Terrell - Kyle Dirk Daniel Dratch - Dyfrost Tom Gatto - Sal Anil Kumar - Carson                                                | 26 maart 2018     |  |
| Directeur Carson eist dat het team een honkbalspel speelt tegen het team van Homeland Security, dat geleid wordt door Carson. Nu zij geen andere keus hebben vormt het team samen met Ralph, Florence, Patty Logan, een vriend van Sly en Cecil een team wat een verschrikkelijk slecht begin heeft in de wedstrijd. Met behulp van de wetenschap worden hun kansen ineens een stuk beter. Ondertussen raken Walter en Cabe opgesloten in een bewijskluis, en Walter voelt zich dan gedwongen om een bekentenis te doen naar Cabe over een jeugdtrauma wat hem een afkeer heeft gegeven voor het meedoen van een sportspel. Toby en Happy ontdekken dat Walter een nacht heeft doorgebracht met Florence, en vragen zich af wat er tussen hen afspeelt. Het team slaagt er niet in om hulp te krijgen van de sterspeler Kyle Dirk, maar Walter en Cabe keren op tijd terug om ervoor te zorgen dat zij de honkbalwedstrijd winnen. |            |                                                          |                    |                                | |                   |  |
| 92 | 21         | Kenny and the Jet                                        | Jeff T. Thomas     | Adams Higgs Rob Pearlstein     | Angela Lin - Kayla Sean Blakemore - kapitein Dan Drake Matt Corboy - Joe Ethan Suess - Kenny                                            | 9 april 2018      |  |
| Op hun vlucht vanuit Hawaï merkt Cabe op dat de aanwezige airmarshal zeer nerveus gedrag vertoond, en ontdekt dat de airmarshal vermoedt dat er een bom aan boord is. Door het gebruiken van het aanwezig materiaal aan boord ontdekt het team dat er een jongen genaamd Kenny als verstekeling aan boord is, hij zit verstopt in de wielkasten van het vliegtuig. Kenny wilde zijn vader achterna nadat zijn ouders gescheiden zijn, en verkeert nu in levensgevaar. Het team werkt samen met Ralph om Kenny uit zijn noodlijdende situatie te redden, maar hun reddingsmissie krijgt dan te maken met complicaties met daaropvolgend motoruitval. Dit zorgt ervoor dat het vliegtuig nu moet vliegen op één motor. Zij willen nu Kenny uit zijn benarde situatie redden door het gebruik van een luchtsluis, maar dit mislukt en zorgt er tevens voor dat Paige nu ook vast komt te zitten. Paige zet dan haar leven op het spel om Kenny in leven te houden totdat het vliegtuig veilig aan de grond staat, en Kenny herstelt dan volledig in het ziekenhuis. Ondertussen krijgt Happy last van gevaarlijk gedrag nadat zij maar niet zwanger wordt, en na een gesprek met Toby besluit zij haar gedrag te temperen. Walter overweegt om Paige de waarheid te vertellen over zijn nacht met Florence, maar besluit uiteindelijk dit niet te doen. Paige vermoedt echter dat Walter bepaalde dingen voor haar achterhoudt. Ralph krijgt woorden met zijn moeder over zijn interesse in Patty Logan, en hij besluit haar te vragen voor een date. Sly ontdekt dat defensie besluit zijn waterfilter te kopen. Met hulp van Cabe probeert hij nu genoeg moed te verzamelen om Florence voor een date te vragen. |            |                                                          |                    |                                | |                   |  |
| 93 | 22         | A Lie in the Sand                                        | Sam Hill           | Paul Grellong Scott Sullivan   | Koby Kumi-Diaka - Alex Raven Scott - Cala Jimmy Akingbola - Jelani Henry Dittman - Gettleman                                            | 16 april 2018     |  |
| Het team reist naar Afrika waar zij de penvriend van Sly zullen helpen, een dorpsoudere die een belangrijke rol speelt in vredesbesprekingen met militanten. De oudere lijdt aan een hartaandoening, en om de benodigde brandstof te krijgen voor de reddingsmissie is door een mijnenveld. Tijdens een poging om de brandstof door het mijnenveld te krijgen raken Walter en Happy gevangen in een zandstorm, maar het lukt hen uiteindelijk toch te ontsnappen. Ondertussen ontdekt Toby dat bij de oudere een verkeerde diagnose is gesteld, en moet nu een gevecht aangaan met een eigenwijze dokter om hem hiervan te overtuigen. Het lukt Toby om de dokter over te halen, en de oudere in leven te houden zodat de vredesbesprekingen door kan gaan. Hun werk in Afrika zorgt ervoor dat Toby en Happy over hun kinderwens na gaan denken, en besluiten voor adoptie te gaan. Paige ontdekt het voorval tussen Walter en Florence, en dit zorgt voor een enorme ruzie waarna Florence toegeeft verliefd te zijn op Walter. Deze mededeling zorgt bij Sly ervoor dat hij achterblijft met een gebroken hart. Paige besluit Walter te verlaten, en ook de meeste teamleden besluit op te stappen. Twee weken later blijkt Scorpion 2.0 nog alleen uit Walter, Cabe en Florence te bestaan. De overige teamleden hebben hun eigen team opgezet. |            |                                                          |                    |                                | |                   |  |